# Triplu X - 2
Triplu X - 2 (engleză xXx: State of the Union, lansat ca xXx²: The Next Level în afara Statelor Unite și a Canadei), este un film de acțiune din 2005 regizat de Lee Tamahori. El este un sequel al filmului din 2002 xXx (pronunțat Triplu X). Filmul a fost produs de Revolution Studios pentru Columbia Pictures.

## Distribuție
- Ice Cube în rolul lui Darius Stone, noul agent xXx
- Willem Dafoe în rolul Generalului George Deckert
- Scott Speedman în rolul agentului Kyle Christopher Steele
- Peter Strauss în rolul Președintelui James Sanford
- Samuel L. Jackson în rolul lui Augustus Gibbons
- John G. Connolly în rolul locotenentului Alabama "Bama" Cobb
- Xzibit în rolul lui Zeke
- Sunny Mabrey în rolul lui Charlie
- Nona Gaye în rolul lui Lola Jackson
- Michael Roof în rolul lui agentului Toby Lee Shavers